# 拉歌
拉歌是中国人民解放军内部两个不同的战斗单位（多为连之间或班之间）互相比赛唱歌的一种娱乐方式，通常以齐唱方式进行，为中国人民解放军所独有的军营文化现象。拉歌不像正规的歌咏比赛那样，事先经过精心的组织和排练，而是完全即兴发挥的，通常在训练间隙、拉练途中或者会议开始之前进行。唱的一般都是那些比较简短的、很大气的、人们耳熟能详的军旅歌曲。拉歌时并不求韵律的准确和动听，只求那种震耳欲聋的、排山倒海般的气势，讲究的是士气和军人的豪迈气慨。所以大部分人认为拉歌不是唱歌，是吼歌。

## 拉歌常用口号
一班的（泛指对方部队番号）来一个

来一个　一班的
一二　快快

一二三　快快快

一二三四五　我们等的好辛苦

一二三四五六七　我们等的好心急

二三四五六七八　不唱你就快回家

一二三四五六七八九　你们到底有没有，有沒有

时间－宝贵

要来－干脆

不来－惭愧

- 冬瓜皮西瓜皮　一班不来耍赖皮

叫你来你就来

叫你唱你就唱

扭扭捏捏不像样

像什么——像姑娘

- 啪～～（鼓掌从小声到大声再到小声）啪、啪、啪、啪、啪、啪，嘿（起哄）。
- 他们不唱我们唱。“我的心在等待永远在等待，我的心在等待，在等待～”
- 一班来一个呀嘛～霍嘿！来一个呀嘛～霍嘿！你的歌呀～唱的好啊，唱的妙啊！～～霍嘿！霍嘿！霍嘿！～～……
- 啪啪啪，啪啪啪，啪啪啪啪啪啪啪（鼓掌的含义：一二三，三二一，一二三四五六七）快快快（边鼓掌边说）

不来行不行　不行

算了吧　不行
（渐强）
算了吧　不行
（渐强）
算了吧　不行
（渐强）
不来怎么办　用炮轰

轰几炮　轰三炮

一二　轰

一二　轰

一二　轰轰轰

- 咱们为他们打打气，嘘、嘘、嘘、嘘、嘘、嘘、爆！
- 东风吹，战鼓擂，钢铁七连（泛指自身部队番号）怕过谁？？
- 红旗飘，左飘飘，右飘飘，唱歌水平比你高，比你高～
- 机关枪，三条腿，打得五班（泛指对方番号）张不开嘴！

## 拉歌常用歌曲
- 《打靶归来》
- 《团结就是力量》
- 《咱当兵的人》
- 《不松铁拳头》
- 《一二三四歌》
- 《当祖国召唤的时候》
- 《战士就该上战场》